# Josef Langer (Astronom)
Josef Langer (* 25. Dezember 1650 in Landskron; † 19. März 1711 in Leitomischl) war deutschstämmiger Wissenschaftler der Piaristen, Mathematiker und Astronom.

## Leben
Den Piaristen trat er 1668 bei und nahm den Ordensnamen Athanasius an. Er lehrte an verschiedenen Gymnasien Mathematik und allgemeine Wissenschaften. Daneben galt sein Interesse der Astronomie.
Langer erstellte anhand seiner Beobachtungen Tafeln über Bewegungen der Sonne, des Mondes und der Planeten Mars, Jupiter und Saturn, beschäftigte sich aber auch mit Fragen der Sonnen- und Mondfinsternis. Seine Berechnungen schickte er an Generalorden in Rom, wo diese auf wenig Gegenliebe stießen, da sie im Widerspruch zu einem der wichtigen Dogmen der Kirche standen, den Osterfeiern. Aufgrund dieser Auseinandersetzungen entwarf er einen reformierten Kalender, dessen Gültigkeit bis in das Jahr 3000 reichte.
Sein bedeutendster Schüler, der sein Werk auch fortführte, war Stanislav z Častolovic.

## Werke
Erhalten blieben einige Handschriften über seine astronomischen Beobachtungen.
- Theoria motuum Solis et Lunae.
- Methodus resolvendi quaevis triangula tam plana quam Sphaerica in ordine ad supputandos motus.